# Flaggen-Bestimmungsschlüssel
Bei diesem Flaggen-Bestimmungsschlüssel wurden nur die Nationalflaggen der souveränen Staaten berücksichtigt.
Der Bestimmungsschlüssel teilt die Flaggen nach ihren zentralen Merkmalen in Gruppen ein, zum Beispiel einfarbige Flaggen, Flaggen mit waagerechten oder senkrechten Streifen, Flaggen mit Symbolen usw.
Wenn im Folgenden von Emblemen die Rede ist, sind damit Elemente wie Wappen, Kreuze, Sterne, Abbildungen von Pflanzen oder Tiere usw. gemeint.
Je nach Zusammensetzung des Flaggenbildes kann eine Flagge zu mehr als einer Gruppe gehören. Die Gruppen Sonne, Mond und Sterne, Regionale Farbkombinationen und Leicht zu verwechselnde Flaggen bieten alternative Zugriffsmöglichkeiten; sie enthalten daher ausschließlich Flaggen, die auch schon in den vorhergehenden Gruppen enthalten sind. 
| nicht rechteckig       | 2 senkrecht ohne Emblem | 3 senkrecht ohne Emblem | 2 waagerecht ohne Emblem | 3 waagerecht ohne Emblem | 4+ waagerecht ohne Emblem | schräg steigend |
| einfarbiger Untergrund | 2 senkrecht mit Emblem  | 3 senkrecht mit Emblem  | 2 waagerecht mit Emblem  | 3 waagerecht mit Emblem  | 4+ waagerecht mit Emblem  | schräg fallend  |

| 1 senkrecht + waagerecht ohne Emblem | Dreieck ohne Emblem | Geviert senkrecht | Ständerung aus Ecke | Gösch     | Kreuz                  |
| 1 senkrecht + waagerecht mit Emblem  | Dreieck mit Emblem  | Geviert schräg    | Ständerung zentral  | Umrandung | Sonne, Mond und Sterne |

## Nicht rechteckig
Die Flagge hat eine andere Form als das übliche Rechteck oder Quadrat.
| dreieckig | Nepal |

## Einfarbiger Hintergrund
Das Grundtuch der Flagge bildet (bis auf eventuelle Embleme) eine einfarbige Fläche.
| rotes Flaggentuch  | Albanien    | Kirgisistan | Marokko           | Schweiz | Tunesien      | Türkei       | Vietnam | VR China |
| grünes Flaggentuch | Bangladesch | Brasilien   | Libyen (bis 2011) | Sambia  | Saudi-Arabien | Turkmenistan |         |          |
| blaues Flaggentuch | Kasachstan  | Kosovo      | Mikronesien       | Palau   | Somalia       | St. Lucia    |         |          |
| weißes Flaggentuch | Japan       | Südkorea    | Zypern            |         |               |              |         |          |

## Zwei senkrechte Streifen
Die Flagge hat zwei von oben nach unten verlaufende Streifen, auch von unregelmäßiger Breite; die Abgrenzung muss keine gerade Linie sein.
| ohne Emblem | Bahrain  | Katar |          |          |         |
| mit Emblem  | Algerien | Malta | Pakistan | Portugal | Vatikan |

## Drei senkrechte Streifen
Die Flagge hat drei von oben nach unten verlaufende Streifen, auch von unregelmäßiger oder geringer Breite.

### Ohne Emblem
| Mitte weiß | Elfenbeinküste | Frankreich | Irland | Italien  | Nigeria | Peru |
| Mitte gelb | Belgien        | Guinea     | Mali   | Rumänien | Tschad  |      |

### Mit Emblem
| Mitte weiß | Guatemala   | Kanada   | Mexiko   |         |             |
| Mitte gelb | Andorra     | Barbados | Moldau   | Senegal | St. Vincent |
| sonstige   | Afghanistan | Kamerun  | Mongolei |         |             |

## Zwei waagerechte Streifen
Die Flagge hat zwei von links nach rechts verlaufende Streifen, auch von unregelmäßiger Breite.
| Ohne Emblem | Indonesien | Monaco       | Polen | Ukraine       |            |          |
| Mit Emblem  | Angola     | Burkina Faso | Haiti | Liechtenstein | San Marino | Singapur |

## Drei waagerechte Streifen
Die Flagge hat drei von links nach rechts verlaufende Streifen, auch von unregelmäßiger oder geringer Breite.

### Ohne Emblem
| Mitte weiß | Jemen     | Lettland  | Luxemburg   | Niederlande | Österreich | Sierra Leone | Ungarn |
| unten rot  | Bulgarien | Kolumbien | Lettland    | Litauen     | Österreich | Russland     |        |
| Sonstige   | Armenien  | Bolivien  | Deutschland | Estland     | Gabun      |              |        |

### Mit Emblem
| mit Wappen    | Belize      | Ecuador       | El Salvador | Kroatien | Nicaragua  | Serbien     | Slowakei | Slowenien | Spanien  |               |           |
| mit Sonne     | Argentinien | Malawi        | Niger       | Ruanda   |            |             |          |           |          |               |           |
| mit Stern(en) | Äthiopien   | Aserbaidschan | Ghana       | Honduras | Libyen     | Mauretanien | Myanmar  | Nauru     | Syrien   | Tadschikistan | Venezuela |
| Sonstiges     | Ägypten     | Indien        | Irak        | Iran     | Kambodscha | Laos        | Lesotho  | Libanon   | Paraguay |               |           |

## Vier und mehr waagerechte Streifen
Die Flagge hat vier oder mehr von links nach rechts verlaufende Streifen, auch von unregelmäßiger oder geringer Breite.
| ohne Emblem | Botswana | Costa Rica | Gambia    | Mauritius | Thailand  |          |        |            |
| mit Emblem  | Eswatini | Israel     | Kap Verde | Kenia     | Nordkorea | Suriname | Uganda | Usbekistan |

## Schräge Streifen
Die Flagge hat mindestens zwei oder mehrere diagonal verlaufende Streifen, auch von unregelmäßiger Breite.
| steigend | Bhutan | D.R. Kongo       | Kongo             | Namibia | Salomonen | St. Kitts & Nevis | Tansania |
| fallend  | Brunei | Papua- Neuguinea | Trinidad & Tobago |         |           |                   |          |

## Ein senkrechter und mehrere waagerechte Streifen
Die Flagge hat außer waagerechten Streifen auch einen senkrechten Streifen, der sich meistens an der dem Mast zugewandten Seite, dem Liek, befindet.
| ohne Emblem | Benin   | Madagaskar    | V. A. Emirate |                  |
| mit Emblem  | Belarus | Guinea-Bissau | Oman          | Zentralafr. Rep. |

## Keil / Dreieck
Das Flaggenbild wird wesentlich von einer Dreiecksform bestimmt. In den meisten Fällen ragt das Dreieck von der dem Mast zugewandten Seite, dem Liek, aus keilförmig in das Flaggenbild, wobei die am Liek befindliche Seite die volle Höhe der Flagge einnimmt.

### Ohne Emblem
| Bahamas | Guyana | Kuwait | Südafrika | Sudan | Tschechien |

### Mit Emblem
| rotes Dreieck     | São Tomé  | Eritrea      | Jordanien | Kuba | Mosambik |
| grünes Dreieck    | Komoren   |              |           |      |          |
| blaues Dreieck    | Südsudan  | Äq. Guinea   |           |      |          |
| weißes Dreieck    | Dschibuti | Philippinen  | Simbabwe  |      |          |
| schwarzes Dreieck | Vanuatu   | Osttimor     |           |      |          |
| sonstiges Dreieck | Bosnien   | Antigua & B. |           |      |          |

## Geviert
Das Flaggenbild ist in vier Viertel geteilt, entweder durch die Seitenhalbierenden (senkrecht) oder die Diagonalen (schräg). Der britische Union Jack verbindet beide Varianten.
| senkrecht  | Dominica               | Dom. Rep. | Georgien | Panama |
| schräg     | Burundi                | Grenada   | Jamaika  |        |
| Union Jack | Vereinigtes Königreich |           |          |        |

## Ständerung
Die Flagge ist in radial ausstrahlende Felder unterschiedlicher Farbe geteilt, die entweder von der unteren Ecke der dem Mast zugewandten Seite der Flagge oder vom Mittelpunkt der Flagge ausstrahlen.
| Ständerung aus Ecke | Marshallinseln | Seychellen |
| Ständerung zentral  | Nordmazedonien |            |

## Gösch
Die Flagge hat in der dem Mast zugewandten oberen Ecke (Liek) ein Rechteck oder Quadrat, das in der Flaggenkunde Gösch heißt. Oft ist die Gösch eine „Flagge in der Flagge“.
| rote Grundfarbe          | Samoa      | Taiwan     | Tonga   |            |        |
| blaue Grundfarbe         | Australien | Cookinseln | Fidschi | Neuseeland | Tuvalu |
| rote und weiße Streifen  | Liberia    | Malaysia   | USA     |            |        |
| blaue und weiße Streifen | Griechenl. | Uruguay    |         |            |        |
| sonstige                 | Chile      | Togo       |         |            |        |

## Umrandung
Die Flagge hat einen vollständig umlaufenden Rand.
| Grenada | Malediven | Montenegro | Sri Lanka |

## Kreuz
Das bestimmende Element des Flaggenbildes ist ein Kreuz, das unterschiedliche Formen haben kann:
Gemeines Kreuz
Die Flagge wird von einem großen, senkrecht stehenden griechischen Kreuz beherrscht, dessen Enden bis an die Ränder reichen. Der vertikale Balken befindet sich genau in der Mitte.
Schwebendes Kreuz
Das schwebende Kreuz ist ein gemeines Kreuz, dessen Enden nicht bis an die Ränder der Flagge durchlaufen.
Skandinavisches Kreuz
Die Flagge wird von einem großen, waagrecht liegenden lateinischen Kreuz (skandinavisches Kreuz) beherrscht, dessen Enden bis an die Ränder reichen, dessen vertikaler Balken aber näher am Liek liegt.
Union Jack
Der britische Union Jack ist eine Kombination mehrerer gemeiner Kreuze und Schrägkreuze (Andreaskreuze).
| gemeines Kreuz        | Georgien               | Dominica | Dom. Rep. |          |          |
| schwebendes Kreuz     | Schweiz                | Tonga    |           |          |          |
| skandinavisches Kreuz | Dänemark               | Finnland | Island    | Norwegen | Schweden |
| Union Jack            | Vereinigtes Königreich |          |           |          |          |

## Sonne, Mond und Sterne
Die Flagge hat als Emblem eine Sonne, einen Halbmond oder einen Vollmond, einen bzw. mehrere Sterne oder Sonne, Mond und Sterne in Kombination.
| Sonne            | Antigua              | Argentinien       | Bangladesch      | Japan          | Kasachstan  | Kirgisistan | Kiribati | Malawi      | Namibia   | Nepal    | Nordmazedonien | Philippinen | Ruanda    | Uruguay |
| Mond             | Laos                 | Malediven         | Palau            |                |             |             |          |             |           |          |                |             |           |         |
| Mond + Stern(e)  | Algerien             | Komoren           | Libyen           | Malaysia       | Mauretanien | Nepal       | Pakistan | Singapur    | Tunesien  | Türkei   | Turk- menistan | Usbekistan  |           |         |
| ein Stern        | Israel               | Marokko           | Liberia          | Marshallinseln | Myanmar     | Nauru       | Osttimor | Senegal     | Somalia   | Südsudan | Suriname       | Togo        | Vietnam   |         |
| zwei Sterne      | São Tomé             | St. Kitts & Nevis |                  |                |             |             |          |             |           |          |                |             |           |         |
| mehrere Sterne   | Bosnien- Herzegowina | Brasilien         | VR China         | Cookinseln     | Grenada     | Kap Verde   | Kosovo   | Mikronesien | Salomonen | Syrien   | Tuvalu         | USA         | Venezuela |         |
| Kreuz des Südens | Australien           | Neuseeland        | Papua- Neuguinea | Samoa          |             |             |          |             |           |          |                |             |           |         |

## Regionale Farbkombinationen

### Großkolumbische Farben
Die Großkolumbischen Farben gold-blau-rot werden in den Flaggen der Nachfolgestaaten des von Simón Bolívar 1819 gegründeten Großkolumbien im nördlichen Südamerika verwendet.
| Kolumbien | Venezuela | Ecuador |

### Zentralamerikanische Farben
Die Zentralamerikanischen Farben blau-weiß-blau werden in den Flaggen der mittelamerikanischen Republiken verwendet und sind in Anlehnung an die Flagge Argentiniens entstanden.
|           | Argentinien | Honduras | El Salvador | Nicaragua | Guatemala |
| Varianten | Costa Rica  | Panama   |             |           |           |

### Panslawische Farben
Die panslawischen Farben Weiß-Blau-Rot sind die Farben, die in den Flaggen der meisten slawischen Staaten verwendet werden, um eine Zusammengehörigkeit der slawischen Völker auszudrücken.
| Grundform    | Russland   |           |           |          |
| Abwandlungen | Serbien    | Slowakei  | Slowenien | Kroatien |
| Variante     | Tschechien | Bulgarien |           |          |

### Panafrikanische Farben
Die panafrikanischen Farben drücken das Zusammengehörigkeitsgefühl der afrikanischen Nationen aus. Vorbild waren die Farben Äthiopiens, des ersten unabhängigen Lands Afrikas.
| horizontal  | Äthiopien     | Burkina Faso | Ghana         |         |
| vertikal    | Mali          | Senegal      | Guinea        | Kamerun |
| mit Dreieck | Sao Tome      | Mosambik     | Simbabwe      |         |
| mit Balken  | Guinea-Bissau | Benin        | Zentralafrika |         |
| Sonstiges   | Kongo         | Togo         |               |         |

### Panarabische Farben
Die Panarabischen Farben sind schwarz, rot, weiß und grün, die in einigen arabischen Flaggen als gemeinsames Merkmal auftreten. Die Farben gehen ursprünglich auf die arabische Revolutionsfahne von 1916 zurück.
| Trikolore     | Syrien  | Irak  | Ägypten | Jemen     |        |
| mit Ergänzung | Emirate | Sudan | Kuwait  | Jordanien | Libyen |

## Leicht zu verwechselnde Flaggen
Viele Flaggen sind leicht zu verwechseln.
| Indonesien  | Singapur      | Monaco     | Polen             |                   |        |        |                |                                                   |
| Österreich  | Lettland      | Peru       |                   |                   |        |        |                |                                                   |
| Haiti       | Liechtenstein |            |                   |                   |        |        |                |                                                   |
| Niederlande | Kroatien      | Paraguay   | Luxemburg         | Frankreich        |        |        |                |                                                   |
| Australien  | Cookinseln    | Neuseeland |                   |                   |        |        |                | Union Jack in der Gösch, dunkelblauer Hintergrund |
| Slowenien   | Slowakei      | Russland   |                   |                   |        |        |                | panslawische Farben                               |
| Andorra     | Moldau        | Tschad     | Rumänien          |                   |        |        |                |                                                   |
| Mali        | Guinea        | Senegal    |                   |                   |        |        |                | panafrikanische Farben                            |
| Deutschland | Belgien       |            |                   |                   |        |        |                |                                                   |
| Ungarn      | Indien        | Iran       | Bulgarien         | Italien           | Mexiko | Irland | Elfenbeinküste |                                                   |
| Samoa       | Tonga         | Taiwan     | Burma (1948–1974) | Burma (1974–2010) |        |        |                |                                                   |
| Costa Rica  | Thailand      |            |                   |                   |        |        |                |                                                   |
| Island      | Norwegen      |            |                   |                   |        |        |                |                                                   |
| Fidschi     | Tuvalu        |            |                   |                   |        |        |                | Union Jack in der Gösch, hellblauer Hintergrund   |